# Liolaemus hajeki
Liolaemus hajeki — вид ігуаноподібних ящірок родини Liolaemidae. Ендемік Чилі.

## Поширення і екологія
Liolaemus hajeki мешкають в провінції Ель-Лоа на сході регіону Антофагаста. Вони живуть в чагарникових заростях на берегах річок і солоних озер. Зустрічаються на висоті від 2500 до 3900 м над рівнем моря. Живляться комахами.